# لورنس مارمستت
لورنس مارمستت (انگلیسی: Lorens Marmstedt؛ ۲۹ اکتبر ۱۹۰۸ – ۴ آوریل ۱۹۶۶) یک تهیه‌کننده و کارگردان اهل سوئد بود.

## فیلم‌شناسی
- بر عشق ما می‌بارد (۱۹۴۶)
- کشتی برای هند (۱۹۴۷)
- موسیقی در تاریکی (۱۹۴۸)
- زندان (۱۹۴۹)
- Girl with Hyacinths (۱۹۵۰)
- پرنده آتشین (۱۹۵۲)
- گربه‌ها (۱۹۶۵)
- Ormen (۱۹۶۶)